# Tricholathys saltona
Tricholathys saltona là một loài nhện trong họ Dictynidae.
Loài này thuộc chi Tricholathys. Tricholathys saltona được Ralph Vary Chamberlin miêu tả năm 1948.